# Depot von Stradonice (Peruc)
Das Depot von Stradonice (auch Hortfund von Stradonice) ist ein Depotfund der frühbronzezeitlichen Aunjetitzer Kultur aus Stradonice, einem Ortsteil von Peruc im Ústecký kraj, Tschechien. Es datiert in die Zeit zwischen 1800 und 1600 v. Chr. Die noch erhaltenen Gegenstände des Depots befinden sich heute im Museum in Louny.

## Fundgeschichte
Das Depot wurde am 22. Mai 1940 beim Roden von Baumstümpfen im Wald „Šebín“ östlich von Stradonice entdeckt. Die genaue Fundstelle ist unbekannt.

## Zusammensetzung
Das Depot besteht aus mehreren bronzenen Spangenbarren. Zwei Exemplare sind vollständig erhalten, 16 sind beschädigt und zwei sind nur Bruchstücke. Die Barren sind rippenförmig und haben meist löffelförmig ausgehämmerte Enden. Das schwerste Exemplar wiegt 75 g. Das Gesamtgewicht der Gegenstände beträgt 1,35 kg. Václav Moucha schätzt, dass die Länge der einzelnen Barren ursprünglich zwischen 231 mm und 297 mm und ihr Gewicht zwischen 65 g und 78 g betragen haben dürfte.